# 昆仑镇 (淄川区)
昆仑镇是中国山东省淄博市淄川区下辖的一个镇。

## 行政区划
昆仑镇下辖昆山社区、舜天社区、小昆仑村、大昆仑村、洄村、聂村、西笠山村、东笠山村、东龙角村、西龙角村、奎一村、奎二村、奎三村、奎四村、宋家坊村、康加坞村、郭庄村、许家村。